# Дорнень (Вултурень, Бакеу)
Дорнень, Дорнені (рум. Dorneni) — село у повіті Бакеу в Румунії. Входить до складу комуни Вултурень.
Село розташоване на відстані 236 км на північ від Бухареста, 24 км на південний схід від Бакеу, 87 км на південь від Ясс, 129 км на північний захід від Галаца, 147 км на північний схід від Брашова.

## Населення
За даними перепису населення 2002 року у селі проживали 99 осіб, усі — румуни. Усі жителі села рідною мовою назвали румунську.